# مومس الهاتف

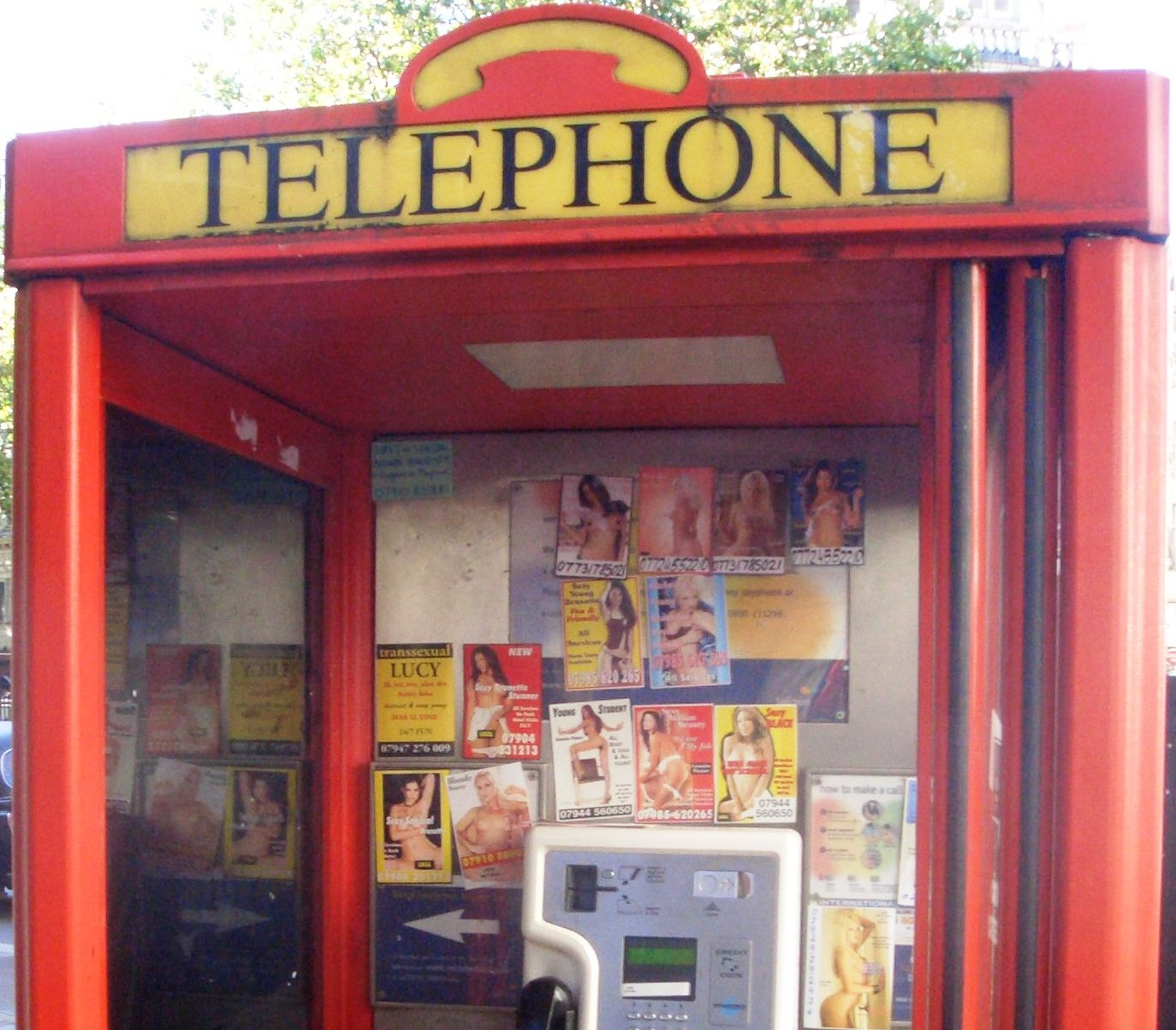
بطاقات تورتة لفتيات الاتصال في صندوق هاتف بريطاني

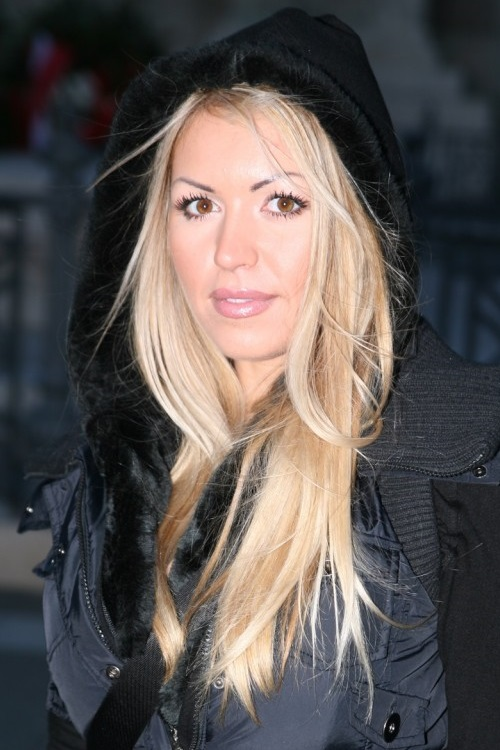
أنيت داون، عاهرة مجرية فاخرة

مُومِس الهاتف هي عاملة بالجنس بطريقة تُسمى بغي الهاتف (على عكس بغي الشارع) لا تعرض مهنتها لعامة الناس ولا تعمل عادة في مؤسسة مثل مبغى مع أنها قد تعمل لدى وكالة مرافقة. يجب على الزبون تحديد موعد، عادة عن طريق الاتصال برقم الهاتف. يغلب أن تعلن فتيات الاتصال عن خدماتهن في إعلانات صغيرة في المجلات وعبر الإنترنت، مع أن المعلن الوسيط مثل وكالة مرافقة قد يشارك في الترويج لهن، بينما في كثير من الأحيان قد يعامل القُوَّاد بعضهنّ. قد تعمل فتيات الاتصال إما مباشرًا، حيث يأتي الزبون إليهن، أو يتصلن بهن، فيذهبن إلى الزبون. من المعروف أن بعض النجوم الإباحية يرافقون أيضًا.